# Janusz Gadzinowski
Janusz Stanisław Gadzinowski – polski ginekolog, profesor nauk medycznych.

## Życiorys
W 1990 r. habilitował się na podstawie pracy zatytułowanej Skaładniki widma częstości uderzeń serca u zdrowych i chorych noworodków. W 1996 r. uzyskał tytuł profesora nauk medycznych. Pracował na Uniwersytecie Medycznym im. Karola Marcinkowskiego w Poznaniu i w Instytucie „Centrum Zdrowia Matki Polki”.

## Odznaczenia
- Złoty Krzyż Zasługi (2001)[3]